# Svalbard et Jan Mayen
 (juin 2025).

Localisation de Svalbard et Jan Mayen.

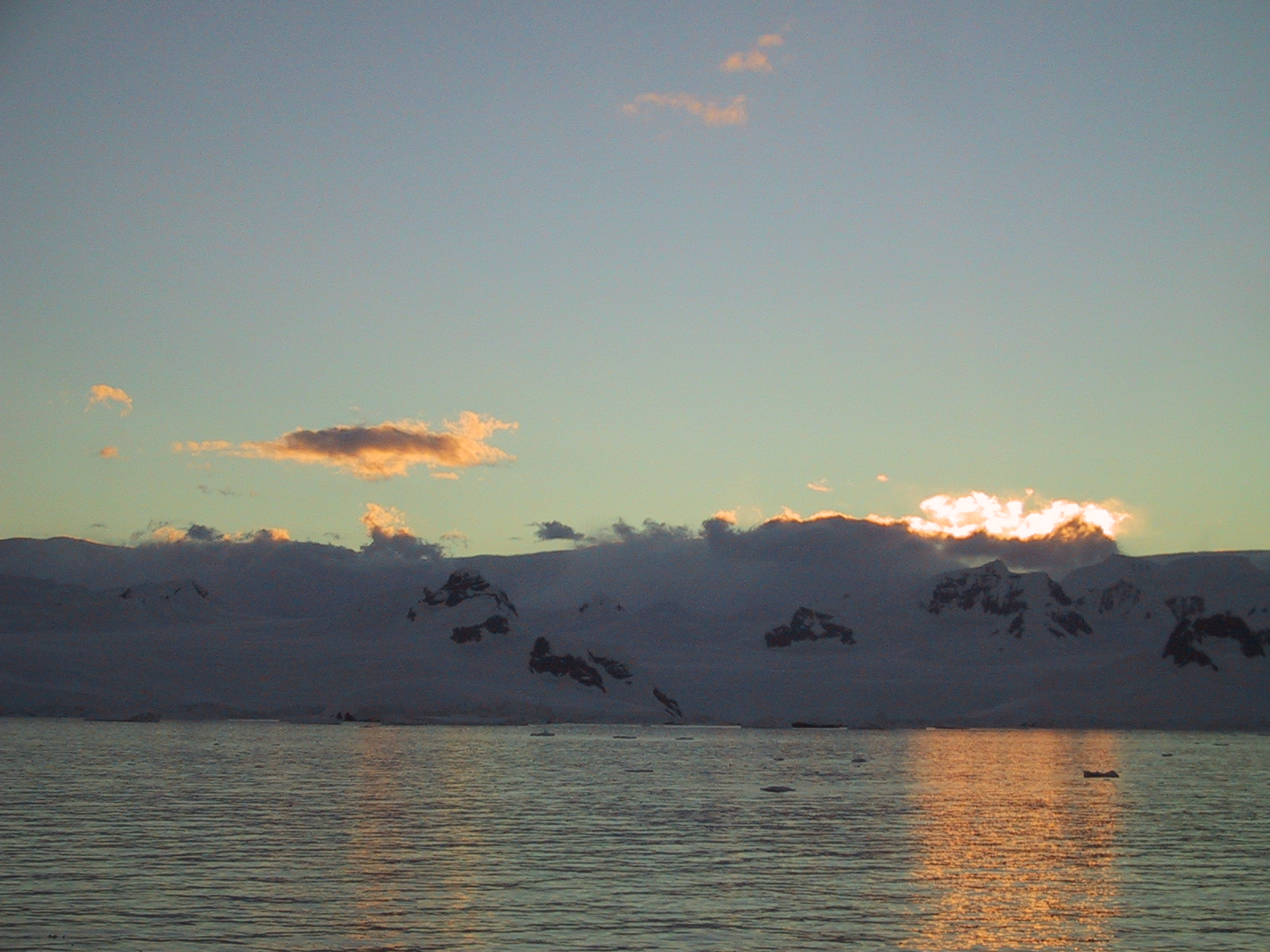
Svalbard et Jan Mayen

Svalbard et Jan Mayen est un terme statistique qui fait référence à deux territoires norvégiens de l’océan Arctique : l’archipel de Svalbard et l’île Jan Mayen.
Ces deux territoires sont regroupés sous le même code ISO 3166-1 « SJ ».

## Archipel de Svalbard
L’archipel de Svalbard est appelé souvent l’archipel du Spitzberg en français, bien que le nom ne désigne normalement que la plus grande île de l’archipel.

## Île Jan Mayen
L’île Jan Mayen est non loin du nord-est de l’Islande, à l’est du Groenland et à l’ouest de la Norvège continentale.

## Administration
Malgré cette dénomination commune selon ce code, ces deux territoires ne sont pas administrés sous la même juridiction territoriale :
- l’île Jan Mayen l’est par le comté de Nordland
- le Svalbard constitue un territoire de la Norvège.

## Remarque
Ces deux territoires, sont géographiquement considérés comme européens, bien que Jan Mayen se situe (comme l’Islande) sur la ligne de fracture océanique séparant l’Europe de l’Amérique, appelée dorsale médio-atlantique.